# Brzask (przystanek kolejowy)
Brzask – przystanek kolejowy w Wołowie, w województwie świętokrzyskim, w Polsce. Zlokalizowany jest tuż przy granicy administracyjnej miasta Skarżyska-Kamiennej z gminą Bliżyn. Od 1 sierpnia 2009 roku odcinek Skarżysko-Kamienna - Tomaszów Maz. linii kolejowej nr 25, na której leży przystanek Brzask była nieczynna dla pociągów osobowych. Przed 2009 na przystanku Brzask zatrzymywały się pociągi jeżdżące na trasie ze Skarżyska-Kamiennej do Opoczna, Tomaszowa Mazowieckiego oraz Łodzi Fabrycznej. W czwartym kwartale 2021 roku na przystanku została wymieniona nawierzchnia. 12 grudnia 2021 roku wraz z ponownym otwarciem odcinka Skarżysko-Kamienna – Tomaszów Mazowiecki przystanek został otwarty dla ruchu osobowego.

## Ruch pasażerski
| Rok  | Wymiana pasażerska na dobę |
| ---- | -------------------------- |
| 2017 | –                          |
| 2022 | 0-9                        |

## Galeria

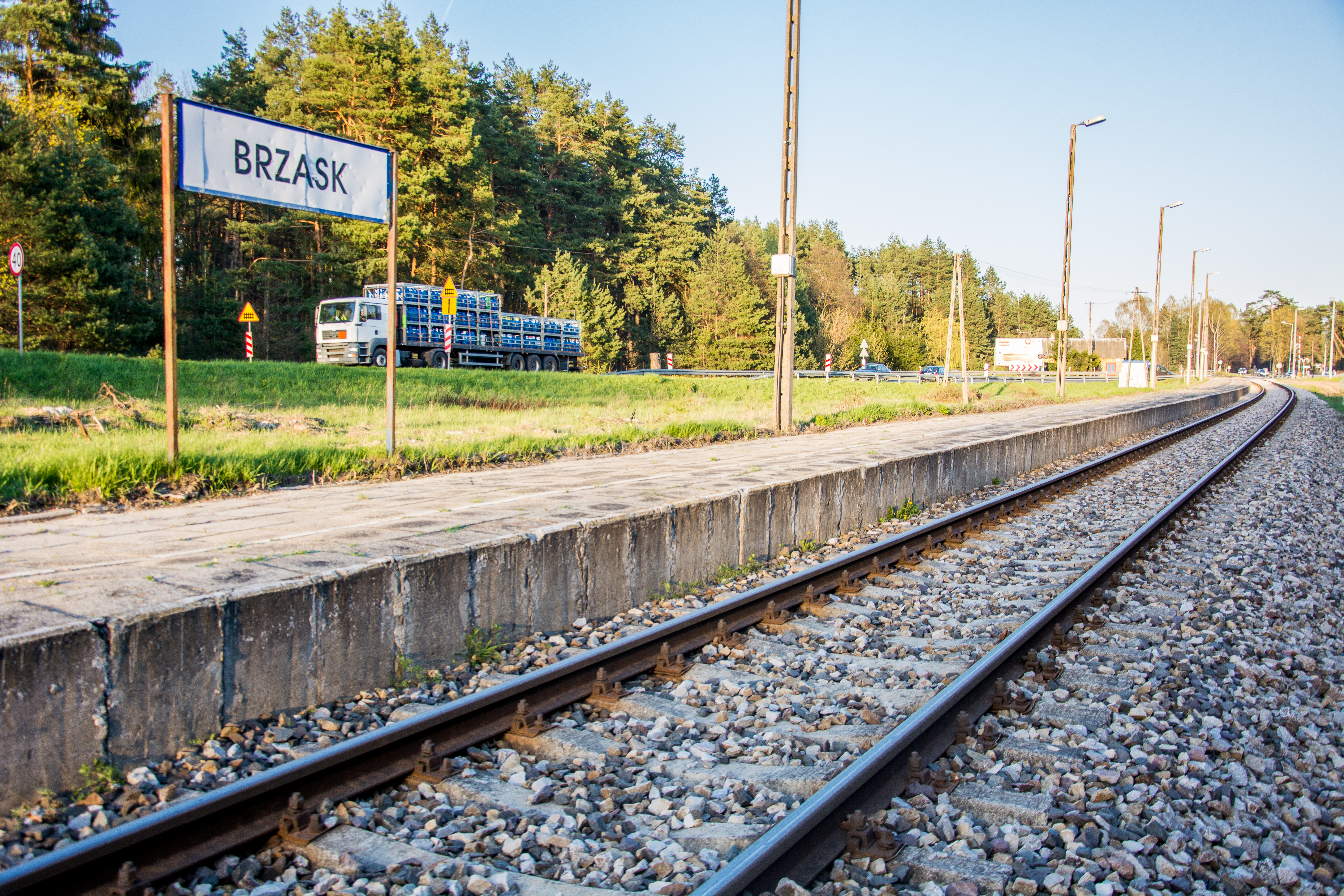
Krawędź peronowa
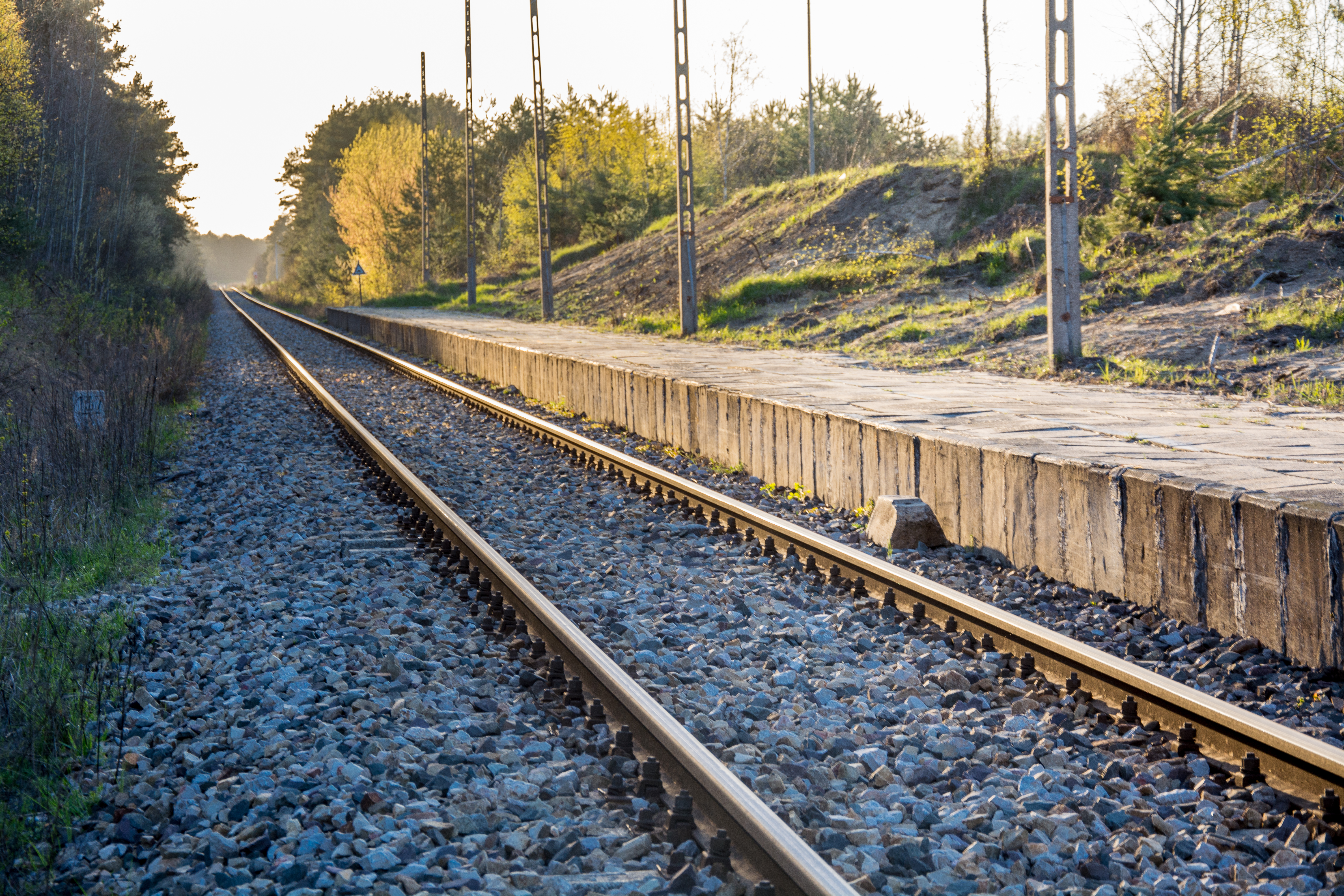
Widok w kierunku stacji Końskie
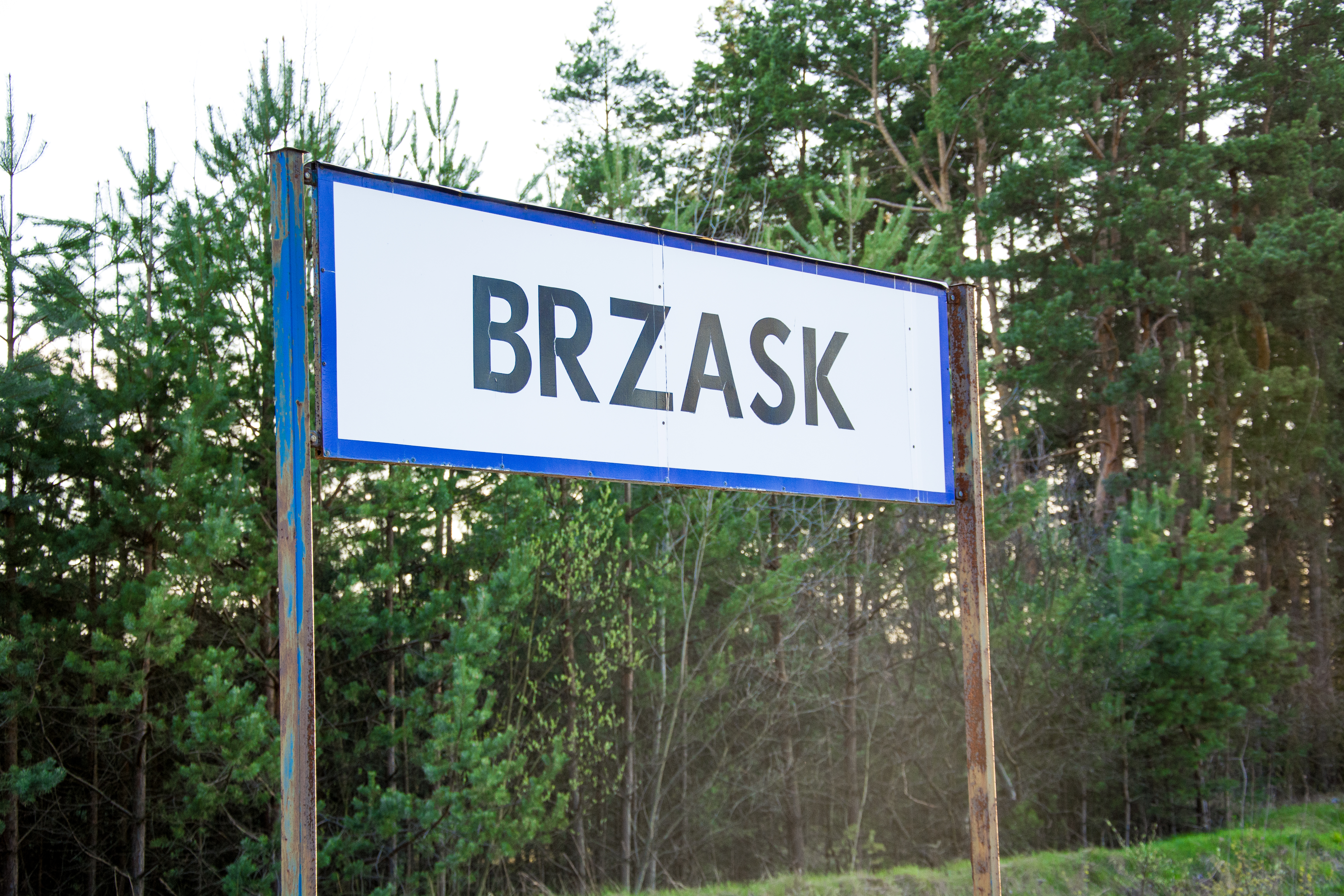
Tablica z nazwą przystanku